# Abbaye de Leitzkau
L'abbaye de Leitzkau est une ancienne abbaye prémontrée à Leitzkau, un quartier de Gommern.

## Histoire
Le monastère est initialement à Leitzkau, à l'église Saint-Pierre (de) et est déplacé en 1155 vers la montagne près de Leitzkau, où une église Sainte-Marie est construite. Il en reste encore des vestiges.
Le monastère est fondé à une date inconnue, probablement après 1138 à l'église Saint-Pierre. Les premiers chanoines viennent de l'abbaye Notre-Dame de Magdebourg. Avant 1150, neuf chanoines sont envoyés dans le Brandebourg, qui est alors peuplé par les Wendes, et fondent l'abbaye des Prémontrés à l'église Saint-Gothard (de) à Parduin.
En 1155, l'abbaye de Leitzkau est déplacé sur la colline près de la colonie et consacré le 7 septembre par l'archevêque Wichmann de Magdebourg en présence du margrave Albert et de sa famille.
Le couvent est dirigé par un prévôt. Il est assisté d'un prieur, d'un sous-prieur et d'autres fonctionnaires. Le prévôt est également archidiacre de Leitzkau. Le nombre de chanoines n'est pas souvent recensé, mais au moins parfois il peut avoir été plus de dix personnes.
L'abbaye possède de vastes propriétés foncières dans la région et des droits de patronage dans certaines églises. Au XVe siècle, elle possède une maison à Wittemberg et à Zerbst.
Au début du XVIe siècle, l'évêque de Brandebourg se plaint au pape de l'abandon du mode de vie des chanoines. En 1535, l'évêque Matthias de Jagow (de) demande au pape de dissoudre le monastère, dans lequel vivent encore cinq membres. Peu de temps après, elle est dissoute et devient une propriété laïque[Quoi ?].

## Source de la traduction
- (de) Cet article est partiellement ou en totalité issu de l’article de Wikipédia en allemand intitulé « Prämonstratenserstift Leitzkau » (voir la liste des auteurs).